# جورج ام. دالاس
جورج ام. دالاس (به انگلیسی: George M. Dallas) (۱۰ ژوئیه ۱۷۹۲ – ۳۱ دسامبر ۱۸۶۴) سناتور سابق عضو حزب دموکرات ایالات متحده آمریکا بود. وی در سال ۱۸۳۱ تا ۱۸۳۳ میلادی سناتور ایالت پنسیلوانیا در سنای ایالات متحده آمریکا بود.